# Polygala smallii
Polygala smallii är en jungfrulinsväxtart som beskrevs av R.R. Smith och D.B. Ward. Polygala smallii ingår i släktet jungfrulinssläktet, och familjen jungfrulinsväxter. Inga underarter finns listade i Catalogue of Life.